# BMW K 1600 GT/GTL
La BMW K 1600 est un modèle de moto de marque BMW fabriquée à l’usine Berlin-Spandau, en Allemagne.
Remplaçant la K 1300, elle reçoit un nouveau moteur six cylindres en ligne dérivé du quatre cylindres en ligne horizontal des K 1200 et K 1300.
La cylindrée est de 1 649 cm3, avec des cotes d'alésage et de course respectivement de 72 et 67,5 mm.

## GTL
La GTL propose en dotation de série un top case, une bulle plus haute et plus large. La contenance du réservoir passe à 26 litres.